# 坎寧安 (北卡羅萊納州)
坎寧安（英語：Cunningham）是位於美國北卡羅萊納州珀森縣的非建制地區。

## 歷史
坎寧安的郵局於1816年設立，其後於1908年停運。

## 地理
坎寧安所處的海拔為高於海平面175米（即574英呎），而該地所採用的時區為UTC-5，即北美东部时区（EST）。同時該地設有夏令時間，為UTC-5調快一小時，即UTC-4（EDT）。